# Todo es mentira
Todo es mentira és una pel·lícula espanyola de 1994 escrita i dirigida per Álvaro Fernández Armero. Va ser una seqüela del seu curtmetratge El columpio, on el protagonista masculí era Coque Malla però la protagonista femenina era Ariadna Gil.

## Sinopsi
Pablo ho odia tot fins que Lucía entra en la seva vida, és la dona dels seus somnis i la solució a tots els seus problemes. Però Lucía, amb el seu caràcter manipulador, no és més que la volta de rosca perquè Pablo exploti. Ningú està convençut que Pablo i Lucía són la parella ideal, ni tan sols els amics de Pablo... que també viuen tots aparellats i amb problemes. Entre Ariel i Lola existeix una rivalitat professional que no saben com solucionar. Claudio viu amb Natalia i a cap dels dos els agrada; el dolent entre Alejandro i Beatriz és la diferència d'edat que els separa. Ningú està content amb la seva parella, però tots deixaran que les coses segueixin com estan, potser per compromís, potser per mandra.

## Repartiment
- Penélope Cruz (Lucía)
- Coque Malla (Pablo)
- Jordi Mollà (Ariel)
- Gustavo Salmerón (Claudio)
- Irene Bau (Natalia)
- Fernando Colomo (Alejandro)
- Mónica López (Beatriz)
- Christina Rosenvinge (Lola)
- Ariadna Gil (La sucia)
- Patricia García Menéndez (Alicia)
- Javier Manrique (Gonzalo)
- Amparo Valle (mare de Lucía)
- Saturnino García (pare de Lucía)
- Santiago Segura (Venedor).

## Producció
En 1994 va participar en la secció oficial del Festival Internacional de Cinema de Sant Sebastià.
La pel·lícula és l'inici del cicle sobre les relacions de parella que segueix amb Nada en la nevera de (1998) i acaba amb El juego de la verdad de 2004.

## Premis i nominacions
- Premi a la millor actriu (Penélope Cruz) en el festival de comèdia de Peníscola 1995.
- Premi del públic en el festival de Puerto Rico 1995.
- Nominada al Goya al millor actor revelació (Coque Malla) als premis Goya 1995.[4]
- Nominada al Goya al millor director novell (Álvaro Fernández Armero) als premis Goya de 1995.

## Adaptació teatral
En 2016 es va estrenar al Teatro Lara de Madrid la versió teatral de la pel·lícula dirigida per Quino Falero i protagonitzada per Tamar Noves i Manuela Velasco.